# Metropolitano de Lagos
O Metropolitano de Lagos é um sistema metropolitano a partir de veículo leve sobre trilhos desenvolvido em Lagos, na Nigéria. O sistema, o primeiro moderno transporte público em trilhos na África subsaariana fora da África do Sul, é financiado pela Lagos Metropolitan Area Transport Authority (LAMATA) e irá consistir em sete linhas. A infraestrutura dos trilhos incluindo energia elétrica, sinalização e maquinário será provido pelo setor privado sob licitações. LAMATA é responsável pela direção do projeto, regulação e pela rede dos trilhos.

## História
A ideia de desenvolver um metropolitano em Lagos remonta a década de 1980, com a rede Lagos Metroline concebida pelo Alhaji Lateef Jakande durante a Segunda República da Nigéria.  O projecto inicial da Metroline foi descartado em 1985 por Muhammadu Buhari num desperdício de mais de US$ 78 milhões para os cofres públicos. Em 2003, a ideia de desenvolver uma rede de metropolitano em Lagos foi proposto pelo governador Bola Tinubu no início da década de 2000 com um anúncio formal da sua construção em dezembro de 2003. Esta proposta inicial de R$ 135 milhões era parte do Projeto de Transportes Urbanos de Lagos a ser implementado pela recém-formada LAMATA. Com poucos progressos alcançados na implementação da rede de metropolitano, até 2008, as estimativas para uma completa rede de Lagos foram levantadas para 3000 milhões de dólares custando entre 3 e  6 milhões por quilômetro.
Estações Propostas
| - Ijoko - Mushin - Agbado - Jibowu - Iju - Yaba - Agege | - Ebute Metta - Ikeja - Iddo - Shogunle - National Theatre - Oshodi - Apapa |

## Linha Iddo-Ijoko
A primeira linha é proposto para percorrer 35 km entre Iddo em Lagos e Ijoko em Ogun. O caminho proposto é o de executar ao longo de 30 m dentro do atual corredor da Corporação Ferroviária Nigeriana (NRC) direito de passagem. Isso se tornou possível após a assinatura de um memorando de entendimento entre LAMATA e NRC em 2006.
O financiamento para o seu desenvolvimento é proposto para provêm do Governo Federal da Nigéria (45%), o Governo do Estado de Lagos (40%), Governo Estadual de Ogun (15%).
Seu plano oficial ocorreu em 15 de maio de 2007, com o atendimento do ex-Presidente da Nigéria Olusegun Obasanjo.

## Linha Okokomaiko-Marina
Em abril de 2008, o Governo do Estado de Lagos aprovou 70 milhões de euros para a construção da linha Okokomaiko-Iddo-Marina, com um tempo estimado de conclusão para 2011.